# Список гербов Таджикистана
На этой странице представлен список гербов, использующихся или использовавшихся на территории современного Таджикистана.

### Государственный герб
| Герб | Год принятия | Использование               | Описание |
| ---- | ------------ | --------------------------- | --- |
|      | 28.12.1993   | Герб Республики Таджикистан | Государственный герб Республики Таджикистан представляет собой изображение стилизованной короны и полукруга из семи звёзд на ней в лучах солнца, восходящего из-за гор, покрытых снегом и обрамлённых венком, составленным справа из колосьев пшеницы, слева из веток хлопчатника с раскрытыми коробочками. Сверху венок перевит трёхполосной лентой, в нижнем секторе помещена книга на подставке. Объемное изображение герба на аверсе памятной монеты Таджикистана 2011 года. Кроме черно-белого и цветного изображений герба Таджикистана официальным является и так называемое объёмное изображение герба (цвета герба представлены как градиентные). |

## Гербы населённых пунктов Таджикистана
| Герб | Годы      | Использование   | Описание |
| ---- | --------- | --------------- | --- |
|      | 1953—1991 | Герб Душанбе    | |
|      | 1991—     | Герб Душанбе    | Герб Душанбе представляет собой квадрат с заостренной нижней гранью на фоне трёх цветов государственного флага — красного, белого и зелёного. В основе герба имеются арки, горы и корона с полукружьем из 7 звёзд в лучах восходящего солнца. Справа и слева арки окаймляют стилизованные крылья, а снизу украшены элементами древнего таджикского декоративного орнамента. В верхней части герба над аркой надпись «Душанбе». На переднем плане герба, на фоне раскрытой книги, размещается символический ключ от города. |
|      | 2013—     | Герб Худжанда   | |
|      | 1991      | Герб Хорога     | |
|      | 1991      | Герб Ишкашима   | |
|      | 1991      | Герб Ванча      | |
|      | 1991      | Герб Паласа     | |
|      | 1991      | Герб Чорку      | |
|      | 1991      | Герб Такели     | |
|      | 1991      | Герб Куруксайа  | |
|      | 1991      | Герб Зафарабада | |
|      | 1991      | Герб Нурафшона  | |
|      | 1991      | Герб Бустона    | |
|      | 1991      | Герб Адрасмана  | |
|      | 1991      | Герб Воруха     | |
|      | 2013      | Герб Зархока    | |

## Исторические гербы
| Герб | Годы                   | Использование                                  | Описание |
| ---- | ---------------------- | ---------------------------------------------- | --- |
|      | 1920—1924              | Герб Бухарской Народной Советской Республики   | Государственный герб Б. Н. С. Р. состоит из изображения на красном фоне зелёного снопа джугары с воткнутым в него золотым серпом. В верхней части герба над снопом помещается серп полумесяца, внутри которого находится золотая пятиконечная звезда. Сноп окружен надписью: «Бухарская Народная Советская Республика». |
|      | 1924—04.1929           | Герб Узбекской ССР                             | Представляет изображения на белом фоне в золотый лучах солнца серебряных урака (серпа) и молота крест-накрест рукоятками вниз, окружённых венком из колосьев и ветви хлопчатника; на алой ленте, обвивающей венок, помещалась надпись «УзССР» (на узбекском языке (арабским алфавитом) и на русском языке), в верхней части герба располагалась красная звезда с золотой каймой; герб окружала надпись сверху по-узбекски, снизу по-русски: «Пролетарии всех стран, соединяйтесь!» |
|      | 1924—04.1929           | Герб Таджикской АССР                           | Представляет изображения на белом фоне в золотый лучах солнца серебряных урака (серпа) и молота крест-накрест рукоятками вниз, окружённых венком из колосьев и ветви хлопчатника; на алой ленте, обвивающей венок, помещалась надпись «ТАССР» (на таджикском языке (арабским алфавитом) и на русском языке), в верхней части герба располагалась красная звезда с золотой каймой; герб окружала надпись сверху по-таджикски, снизу по-русски: «Пролетарии всех стран, соединяйтесь!» |
|      | 04.1929—05.12.1929     | Герб Таджикской АССР                           | Государственный герб Таджикской Автономной Советской Социалистической Республики состоит из доста (местного серпа) и молота в золоте положенных крест накрест рукоятками книзу и расположенных на пятиконечной звезде, на которой в синем небе освещено золотыми лучами золотого солнца, восходящего из-за покрытых снегом гор. Звезда окружена венцом из колосьев пшеницы справа и веткой хлопчатника с открытыми коробочками слева на оранжевом фоне. Венец перевит внизу лентой красного (алого) цвета. Под звездой надпись на русском языке: «Пролетарии всех стран, соединяйтесь!». Сверху звезды надпись на старом арабском письме и на латинизированном таджикском письме: «Пролетарии всех стран, соединяйтесь!». Внутренний рисунок герба окружён золотой лентой в виде полумесяца рожками вверх. Три надписи расположены одна над другой на этой ленте: в старом арабском письме, в латинизированном таджикском письме и на русском языке: «Таджикская Автономная Советская Социалистическая Республика». Все эти три надписи расположены полукругом на золотой ленте в форме полумесяца. |
|      | 05.12.1929—24.02.1931  | Герб Таджикской ССР                            | Государственный герб Таджикской Советской Социалистической Республики состоит из доста (местного серпа) и молота в золоте положенных крест-накрест рукоятками книзу и расположенных на пятиконечной звезде, на которой в синем небе освещено золотыми лучами золотого солнца, восходящего из-за покрытых снегом гор. Звезда окружена венцом из колосьев пшеницы справа и веткой хлопчатника с открытыми коробочками слева на оранжевом фоне. Венец перевит внизу лентой красного (алого) цвета. Под звездой надпись на русском языке: «Пролетарии всех стран, соединяйтесь!». Сверху звезды надпись на старом арабском письме и на латинизированном таджикском письме: «Пролетарии всех стран, соединяйтесь!». Внутренний рисунок герба окружён золотой лентой в виде полумесяца рожками вверх. Три надписи расположены одна над другой на этой ленте: в старом арабском письме, в латинизированном таджикском письме и на русском языке: «Таджикская Советская Социалистическая Республика». Все эти три надписи расположены полукругом на золотой ленте в форме полумесяца.                       |
|      | 24.02.1931—04.07.1935  | Герб Таджикской ССР                            | Государственный герб Таджикской Советской Социалистической Республики состоит из изображения пятиконечной звезды, в верхней части которой были помещены серп и молот в лучах солнца, а в нижней части: фабричное здание у горных склонов, железнодорожный мост, стадо овец, трактор, паровоз. Звезда обрамлена венком из колосьев пшеницы (справа), веток хлопчатника (слева) и винограда (внизу), венок был перевит лентой с девизом «Пролетарии всех стран, соединяйтесь!». В нижнем секторе круга помещалась надпись «Таджикская ССР» на латинизированном таджикском, староарабском и русском языках. |
|      | 1936—1937              | Герб Таджикской ССР                            | Государственный герб Таджикской Советской Социалистической Республики состоит из изображения венка из колосьев пшеницы справа и веток хлопчатника с раскрытыми коробочками хлопка слева, внизу в месте переплетения веток хлопчатника и колосьев размещались серп и молот в окружении кистей и листьев винограда; в середине серпа — шелковичные коконы; венок переплетён алой лентой с девизом «Пролетарии всех стран, соединяйтесь!» на таджикском (слева) и русском (справа) языках; внутри венка снизу вверх располагались: трактор, два барана, пахотные земли, канал, здание гидростанции с красным флагом над ней, деревья, кишлак, нефтевышка, горы; из-за гор восходит солнце, в лучах которого помещается надпись «Таджикская ССР» на таджикском языке; между концами венка — красная пятиконечная звезда. |
|      | 27.04.1935—20.05. 1937 | Герб Таджикской ССР                            | Государственный герб Таджикской Советской Социалистической Республики состоит из изображения пятиконечной звезды, в верхней части которой изображены серп и молот в лучах солнца. Пятиконечная звезда обрамлена венцом, составленным справа из колосьев пшеницы, слева из веток хлопчатника с раскрытыми коробочками. Сверху венец перевит лентой с надписью: «Proletarhoji hamaji mamlakatho, jak şaved!» на таджикском языке и «Пролетарии всех стран, соединяйтесь!» на русском. В нижнем секторе круга, образуемого венцом, лента с надписью «Ç.S.S. Toçikiston» на таджикском языке, «Таджикская ССР» на русском. |
|      | 1938—28.09.1940        | Герб Таджикской ССР                            | Государственный герб Таджикской Советской Социалистической Республики состоит из изображения пятиконечной звезды, в верхней части которой изображены серп и молот в лучах солнца. Пятиконечная звезда обрамлена венцом, составленным справа из колосьев пшеницы, слева из веток хлопчатника с раскрытыми коробочками. Сверху венец перевит лентой с надписью: «Proletarhoji hamaji mamlakatho, jak şaved!» на таджикском языке и «Пролетарии всех стран, соединяйтесь!» на русском. В нижнем секторе круга, образуемого венцом, лента с надписью «R.S.S. Toçikiston» на таджикском языке «Таджикская ССР» на русском. В 1938 году в аббревиатуре на флаге и в гербе «Ç» от слова «Çumhurijat» была заменена буквой «R» от слова «Respublika». В результате чего надпись на гербе приняла вид «R.S.S. Toçikiston». |
|      | 28.09.1940—24.11.1992  | Герб Таджикской ССР                            | Государственный герб Таджикской Советской Социалистической Республики состоит из изображения пятиконечной звезды, в верхней части которой изображены серп и молот в лучах солнца. Пятиконечная звезда обрамлена венцом, составленным справа из колосьев пшеницы, слева из веток хлопчатника с раскрытыми коробочками. Сверху венец перевит лентой с надписью: «Пролетарии всех стран, соединяйтесь!» на таджикском и русском языках. В нижнем секторе круга, образуемого венцом, лента с надписью «Таджикская ССР» на таджикском и русском языках. |
|      | 24.11.1992—28.12.1993  | Герб Таджикистана                              | Государственный герб представляет собой изображение крылатого льва в лучах солнца, выходящего из-за гор, обрамлённого колосьями пшеницы, перевитыми трёхполосной лентой. Обрамление венчает корона с семью звёздами, размещёнными над ней полукругом (согласно описанию). |
|      | 24.11.1992—28.12.1993  | Герб Таджикистана                              | Государственный герб представляет собой изображение крылатого льва в лучах солнца, выходящего из-за гор, обрамлённого колосьями пшеницы, перевитыми трёхполосной лентой. Обрамление венчает корона с семью звёздами, размещёнными над ней полукругом (согласно почтовой марке 1993 г.). |
|      | 1882—1917              | Герб Российской империи                        | |
|      | 1917                   | Герб Российской республики                     | Представляет изображение двуглавого орла, лишённого его монархических атрибутов. |
|      | 1923—1936              | Герб Союз Советских Социалистических Республик | Государственный герб Союза Советских Социалистических Республик состоит из серпа и молота на земном шаре, изображённом в лучах солнца и обрамлённом колосьями, с надписью на шести языках «Пролетарии всех стран, соединяйтесь!». Наверху герба имеется пятиконечная звезда". Шесть языков, на которых писали девиз: русский, украинский, белорусский, грузинский, армянский, тюрко-татарский (арабская графика). |
|      | 1936—1946              | Герб Союз Советских Социалистических Республик | Государственный герб Союза Советских Социалистических Республик состоит из серпа и молота на земном шаре, изображённом в лучах солнца и обрамлённом колосьями, с надписью на языках союзных республик: «Пролетарии всех стран, соединяйтесь!». Наверху герба имеется пятиконечная звезда. |
|      | 1946—1956              | Герб Союз Советских Социалистических Республик | Государственный герб Союза Советских Социалистических Республик состоит из серпа и молота на земном шаре, изображенном в лучах солнца и обрамленном колосьями, новый вариант герба, девиз на котором был воспроизведён на 16 языках союзных республик, к уже имевшимся надписям были добавлены девизы на молдавском, латвийском, эстонском и финском. При чём надписи на языках среднеазиатских республик и Азербайджана выполнялись уже кириллицей: «Пролетарии всех стран, соединяйтесь!». Наверху герба имеется пятиконечная звезда. |
|      | 1956—1991              | Герб Союз Советских Социалистических Республик | Государственный герб Союза Советских Социалистических Республик состоит из серпа и молота на земном шаре, изображенном в лучах солнца и обрамленном колосьями, с надписью на языках союзных республик: «Пролетарии всех стран, соединяйтесь!». Наверху герба имеется пятиконечная звезда. |